# Château de Fontaine-la-Soret
Le château de Fontaine-la-Soret, ou château de la Carogère, est un château des XVIIIe et XIXe siècles situé à Nassandres sur Risle, dans le département de l'Eure en Normandie. L'édifice fait l'objet d'une inscription au titre des Monuments historiques depuis le 24 novembre 1986 et son parc depuis le 8 novembre 1995. Celui-ci est également classé en tant que site naturel protégé et bénéficie, depuis 2014, du label des jardins remarquables.

## Localisation
Le château de Fontaine-la-Soret se situe dans l'ancienne commune de Fontaine-la-Soret, devenue le 1er janvier 2017 une commune déléguée au sein de la commune nouvelle de Nassandres sur Risle. Il s'élève dans l'Ouest du département de l'Eure, à l'extrémité est de la région naturelle du Lieuvin et à mi-chemin entre Brionne et Beaumont-le-Roger, au cœur de la vallée de la Risle,. La départementale 613 qui relie Évreux à Lisieux passe à quelques centaines de mètres au nord du domaine tandis qu'une ligne de chemin de fer (ligne de Mantes-la-Jolie à Cherbourg) le longe à l'est. Du parc s'offrent à la vue plusieurs perspectives sur les alentours, notamment à l'ouest vers le village et son église et à l'est vers les coteaux boisés de la vallée.

## Histoire
Alexandre Estienne d'Augny, fermier général, est chargé par le roi Louis XV de développer le commerce entre Paris et les ports de la Manche. Pour cela, il crée une route royale reliant Paris à Caen,.
Il décide de s'installer à Fontaine-la-Soret, commune alors localisée à proximité de cette route, à mi-distance des deux villes. Il fait détruire le château existant et en fait construire un nouveau entre 1764 et 1769,,. Il fait édifier également tous les autres bâtiments du domaine, à savoir les communs, le manège, les pavillons de conciergerie et le presbytère.
Quant au parc, il est aménagé entre 1764 et 1772, parallèlement à la construction du château,. Avant la fin du XVIIIe siècle, il est agrémenté de nombreux hêtres devant le château, de jardins « à la française » sur les côtés Est et Sud et de bosquets ordonnancés dans la pente aujourd'hui limitée par la voie de chemin de fer.
Au décès d'Alexandre d'Augny, le 28 nivôse an VI (17 janvier 1798), son cousin Nicolas d'Augny hérite de la propriété ; à la mort de celui-ci ((5 pluviôse an XI (25 janvier 1803)), le domaine revient à son légataire universel, Joseph Pierre de Revilliasc, puis au neveu de ce dernier, Charles de Revilliasc, lors de son mariage avec Mlle de Louvencourt.
Jusqu'au milieu du XIXe siècle, le domaine reste la propriété de la famille Revilliasc, qui le vend le 15 janvier 1858 au comte et à la comtesse d'Eprémesnil. Ces derniers le vendent à leur tour à M. Louis de Clercq, le 12 mars 1869. 
Au siècle suivant, le paysagiste Victor Crombez crée, dans la partie la plus basse du parc et près d'une chaumière, un étang et des cascades.
Dans les années 1960, le paysagiste anglais Russell Page réaménage le parc autour du château. Il crée des pentes douces, dessine un jardin d'eau et un jardin de fleurs et restructure les terrasses du château,. Toutefois, il ne parvient pas à achever son œuvre. Au milieu des années 1980, le paysagiste Louis Benech s'attelle à la finir
,.

## Architecture

### Château
Le château, d'inspiration néoclassique, est constitué d'un corps de logis carré encadré par deux ailes en retour. Il est construit en pierres de taille et agrémenté de panneaux de briques. L'édifice présente des façades sobres, avec bossages et encadrements de baies. Toutefois, celles du corps central sont mis en valeur par des pilastres surmontés de frontons. Quant à la toiture en ardoises, elle est mansardée et possède des terrassons à forte pente, qui la rendent « très présente dans la composition architecturale ».

### Autres édifices
Plusieurs bâtiments, construits pour la plupart, à la même époque que le château, parsèment le domaine : conciergeries, communs, écuries et manège, chaumière, ancien presbytère et école.
Parmi ces différents édifices, se distinguent particulièrement :
- Le manège (XVIIIe siècle). Cet édifice couvert, destiné à la pratique de l'équitation, est remarquable par sa charpente, en forme de coque de bateau inversée[5].

- Les communs. Deux pièces y sont aujourd'hui aménagées : l'une est consacrée à la vie du château (histoire, carte ancienne, généalogie des propriétaires, chasse à courre, photos anciennes et modernes…) ; l’autre est dédiée à la vie de la commune de Fontaine-La-Sorêt et des communes avoisinantes (La Rivière-Thibouville, Nassandres, Beaumont-Le-Roger), et témoigne de la vie de la population au début du XXe siècle (costumes et coiffes, machines anciennes, photos illustrant la vie des champs et des usines…)[5].

- L’ancien presbytère. Datant de l'époque du directoire, sa construction est postérieure à celle du château. Il est devenu, par la suite, “la laiterie”[5].

- Le "cottage". En bordure de l'étang, s'élève une chaumière d'agrément de la fin du XVIe siècle[8].

- L'école. Durant la Seconde Guerre mondiale, les écoles des villages voisins ayant été bombardées, des classes se tinrent dans les dépendances du château. Une salle a d'ailleurs été reconstituée[5].

### Parc
Le parc, d'une superficie totale de 12 ha, peut se découper en trois parties distinctes datant chacune d’époques différentes :
- La première partie, du XVIIIe siècle, s’étend des entrées à la cour d’honneur. Elle comprend des tilleuls, des ifs à l'italienne, des hêtres bi-centenaires[n 1], des roses à l'ancienne, des allées bordées de feuillus divers, des persistants et des conifères[5],[4] ;

- La deuxième partie, restaurée au XXe siècle par le paysagiste Russell Page, s'étend autour du château, de la cour d’honneur à la grande charmille. Elle comprend deux bassins animés par des jets d'eau, des jardins de fleurs divisés en seize triangles, des haies d'ifs, de nombreuses variétés de vivaces, ainsi que le cèdre du Liban du XVIIIe siècle[2],[5],[4] ;

- La troisième partie, du XIXe siècle, est située en contrebas du parc près de la chaumière. Appelée “le jardin romantique”, elle se compose d'un massif boisé parcouru de cascades et surplombant un étang. Elle est l'œuvre du paysagiste Victor Crombez[2].

## Protection

### Château
Le château de Fontaine-la-Soret fait l'objet d'une inscription au titre des monuments historiques depuis le 24 novembre 1986. Cette inscription concerne les façades et les toitures du château, avec la cour d'honneur (sol et murs de clôture) et la terrasse à l'est avec les murs de soutènement et les escaliers d'accès ainsi que les pièces suivantes avec leur décor :
- au rez-de-chaussée : la chapelle, le salon sud-est dit salon blanc, la galerie est, le salon nord-est dit salon de la Tapisserie ;
- au premier étage : l'antichambre ouest de l'aile sud.

À l'extérieur, sont inclus dans cette inscription : les façades et les toitures des écuries et les remises et du manège (y compris sa charpente) ; l'ancienne porte principale d'accès, y compris les façades et toitures du logement contigu (à l'exception d'une adjonction moderne) avec les murs de soutènement de l'ancienne allée d'accès principale ; les deux portails secondaires et l'ensemble des murs de clôture du parc.

### Parc
Le parc du château de Fontaine-la-Soret (y compris l'ancien presbytère et la maison) est inscrit au titre des Monuments historiques depuis le 8 novembre 1995. De plus, il fait l'objet d'un classement au titre des sites naturels protégés et bénéficie, depuis 2014, du label des jardins remarquables.